# Latilly
Latilly település Franciaországban, Aisne megyében. Lakosainak száma 199 fő (2022. január 1.). Latilly Bonnesvalyn, La Croix-sur-Ourcq, Montgru-Saint-Hilaire, Neuilly-Saint-Front, Sommelans és Vichel-Nanteuil községekkel határos.

## Népesség
A település népességének változása:
| Lakosok száma | 186  | 135  | 179  | 218  | 211  | 214  | 208  | 203  | 200  | 199  |
|               | 1968 | 1982 | 1990 | 2006 | 2013 | 2015 | 2017 | 2019 | 2020 | 2022 |